# Gene Summers
Gene Summers (Dallas, Texas; 3 de enero de 1939-Ib., 17 de febrero de 2021) fue un cantante del género rockabilly, en activo desde 1958.
Algunas de sus grabaciones clásicas son School of Rock'n Roll, Straight Skirt, Nervous, Gotta Lotta That, Twixteen y la famosa Big Blue Diamonds y pertenece al Rockabilly Hall of Fame desde 1997 y al The Southern Legends Entertainment & Performing Arts Hall of Fame desde 2005. Realizó giras mundiales y celebró su cincuenta aniversario como artista en 2008 con el álbum Reminisce Cafe.
Falleció el 17 de febrero de 2021 a consecuencia  de una lesión por accidente doméstico.

## Discografía
(incompleta)
- Rock 'n Roll Volume 2. 1973
- The Southern Cat Rocks On 1975
- Mister Rock and Roll 1977
- Rock a Boogie Shake 1980
- Early Rocking Recordings 1981
- Texas Rock and Roll 1981
- Gene Summers In Nashville 1981
- Dance Dance Dance 1981
- Rock 'n Roll Tour - "Live" In Scandinavia 1983
- School Of Rock 'n Roll (álbum) 1994
- Sounds Like Elvis CD 1996 (compilation)
- The Ultimate School of Rock & Roll 1997
- Rockaboogie Shake 1999
- Do Right Daddy 2004
- Reminisce Cafe 2008

## Versiones de canciones de Gene Summers
Algunas de las canciones de Gene Summers han sido grabadas por otros artistas, algunas de ellas son:
- Alabama Shake. Crazy Cavan & The Rhythm Rockers (1976), The Flying Saucers (1976), C.S.A (1978), Teddy and The Tigers (1979), The Rockabilly Rebs (1979), Rockin' Lord Lee & The Outlaws (1988), Tony Vincent (1993), Badland Slingers (1999), The Shaking Silouets (1999), The TTs (2002), Rawhide (2004), King Drapes (2003), Hurricains (2007) ("En vivo" versión )
- Almost 12 O'Clock. Rock-Ola (1981)
- Big Blue Diamonds. Jacky Ward (1971), Ernest Tubb (1972),   Mel Street (1972), Jerry Lee Lewis (1973), Bobby Crown (1980), Dan Walser (1996), Lembo Allen (2004), Dennis Gilley (2000),
- The Clown. J. Frank Wilson (1969)
- Crazy Cat Corner. Bill Peck (1998) (Re-escrito adaptación vocal titulado "The Night Elvis Missed The Boat")
- Fancy Dan. Darrel Higham (1998), The Rocking Boys (2003), Eddie & The Flatheads (2003), Houserockers (2005), Roughcuts (????)
- Gotta Lotta That. Johnny Devlin (1958), Andy Lee & Tennessee Rain (2000), Rudy LaCrioux and the All-Stars (2001)
- I'll Never Be Lonely. Eddie Clendening (2006)
- My Picture. The Sprites (Original Bill Pinkney Drifters) (1962)
- Nervous. Johnny Devlin (1959), Robert Gordon (1979), Lonestars (1981), Rock-Ola & The Freewheelers (2000)
- Reminisce Cafe. Pete Moss (2004) "(Grabó durante una emisión "viva" en el Espectáculo de Pete Moss de KDWN-de-la-mañana la Radio, Las Vegas, Nevada) "
- Rockaboogie Shake. Lennerockers (2002)
- School Of Rock 'n Roll. Gene Vincent (Grabación privada NO EMITIDA, (a finales de los años 1960s), Savage Kalman and The Explosion Rockets (1979), Red Hot Max And The Cats (1989), The Rhythm Rockets (1989), Johnny Reno (1990), The Lennerockers (1991), The Alphabets (1991), Mess Of Booze (1993), The Polecats (1994), The Vees (1995), The Blue Moon Rockers (1996), The Cornell Hurd Band (2002), Thierry LeCoz (2003), Rockin' Ryan and The Real Goners (2003), Lucky Strike Band (2003), Los Aceleradores (2004) ("En vivo" versión ), Alan Leatherwood (2004), The Starlight Wranglers (2004), The Greyhounds (2004), Black Knights (2004), Rory Justice (2004), Big Sandy & his Fly-Rite Boys  (2005) ("En vivo" versión ),  Mike Mok and The Em-Tones (2007) ("En vivo" versión ),
- She Bops A Lot. The Lightcrust Doughboys (2000)
- Straight Skirt. The Diamonds (1958), Johnny Devlin (1958), Ronnie Dawson (1958), The Sureshots (2005)
- Turnip Greens. Darrel Higham & The Enforcers (1992)
- Twixteen. Teddy and The Tigers (1979), Runnin' Wild (1997), Jimmy Velvit (2000) (La versión Velvit es una adaptación vocal vuelta a escribir "Espera titulada de Elvis")
- You Said You Loved Me. Sid and Billy King (1988)